# Hamada Seiji
Hamada Seiji (浜田省司 Hamada Seiji) (sinh ngày 23 tháng 1, 1963) là chính khách người Nhật Bản. Hiện tại, ông đang giữ chức vụ làm thống đốc tỉnh Kōchi kể từ ngày 7 tháng 12 năm 2019.